# 愛のためにぼくが出来ること
『愛のためにぼくが出来ること』（あいのためにぼくができること）は、五十嵐浩晃の9枚目のオリジナル・アルバム。1992年6月21日にアポロンから発売された。

## 概要
1990年に発売されたアルバム『DESSIN』以来約2年ぶりとなるオリジナル・アルバムで、アポロンから発売された最後のアルバムとしてリリースされた。
次作のオリジナル・アルバムは、2012年に発表された『BREEZY』まで、20年間発売が途切れている。

## 批評
| 専門評論家によるレビュー | 専門評論家によるレビュー |
| レビュー・スコア         | レビュー・スコア         |
| 出典                     | 評価                     |
| ------------------------ | ------------------------ |
| CDジャーナル             | 否定的                   |

CDジャーナルは、「このセンスはただものではない、とデビュー時から語られ続けて早や幾歳月。自分のセンスの良さをうまく伝えるセンスに欠けているのかな? そろそろナイアガラの影響から脱皮した姿も見せてほしいのだが。」と否定的に評価している。

## 収録曲
| 全作曲: 五十嵐浩晃。 |                              |            |            |            |      |
| #                    | タイトル                     | 作詞       | 作曲・編曲 | 編曲       | 時間 |
| 1.                   | 「優しいパレード」           | 西脇唯     | 五十嵐浩晃 | 清水信之   | 5:47 |
| 2.                   | 「夏が終わるまえに」         | 岩里祐穂   | 五十嵐浩晃 | 萩田光男   | 5:46 |
| 3.                   | 「DAY DREAM」                | 松本隆     | 五十嵐浩晃 | 清水信之   | 4:59 |
| 4.                   | 「MEMORY OF SUMMER」         | 有森聡美   | 五十嵐浩晃 | 清水信之   | 4:18 |
| 5.                   | 「草の駅」                   | 岩里祐穂   | 五十嵐浩晃 | 山川恵津子 | 4:09 |
| 6.                   | 「君の生き方をつらぬいて」   | 松本隆     | 五十嵐浩晃 | 清水信之   | 4:57 |
| 7.                   | 「AGAINST THE WIND」         | 森雪之丞   | 五十嵐浩晃 | 清水信之   | 4:58 |
| 8.                   | 「風のエールが聞こえる街で」 | 西脇唯     | 五十嵐浩晃 | 山川恵津子 | 4:01 |
| 9.                   | 「ただ風のように」           | 五十嵐浩晃 | 五十嵐浩晃 | 清水信之   | 4:05 |
| 10.                  | 「愛のために僕が出来ること」 | 松本隆     | 五十嵐浩晃 | 萩田光男   | 4:55 |
| 合計時間:            | 合計時間:                    | 合計時間:  | 合計時間:  | 47:55      |      |

## 楽曲解説
1. 優しいパレード
2. 夏が終わるまえに
3. DAY DREAM
  - 「君の生き方をつらぬいて」のカップリング曲。
4. MEMORY OF SUMMER
5. 草の駅
6. 君の生き方をつらぬいて
  - 先行シングル。
7. AGAINST THE WIND
8. 風のエールが聞こえる街で
9. ただ風のように
10. 愛のために僕が出来ること

## 参加ミュージシャン
| 優しいパレード - Electronics, Programming & All Instruments：清水信之 - Trumpet, Trombone：数原晋 - Trumpet：林研一郎 - Background Vocals：EVE 夏が終わるまえに - Drums：岡本郭男 - Bass：渡辺直樹 - Guitar：松下誠, 芳野藤丸 - Keyboards：中西康晴 - Synthesizer Programming：森達彦 DAY DREAM - Electronics, Programming & All Instruments：清水信之 - Background Vocals：安部恭弘, 比山貴咏史, 木戸泰弘 MEMORY OF SUMMER - Electronics, Programming & All Instruments：清水信之 - Trumpet, Trombone：数原晋 - Saxophone：Jake H. Concepcion 草の駅 - Guitar：鳴海寛 - Keyboards：山川恵津子 - Synthesizer Programming：石川鉄男 - Background Vocals：五十嵐浩晃 | 君の生き方をつらぬいて - Electronics, Programming & All Instruments：清水信之 - Guitar Solo：土方隆行 - Background Vocals：比山貴咏史, 木戸泰弘, 広谷順子 AGAINST THE WIND - Electronics, Programming & All Instruments：清水信之 - Guitar Solo：土方隆行 風のエールが聞こえる街で - Guitar：鳴海寛 - Keyboards：山川恵津子 - Synthesizer Programming：石川鉄男 - Background Vocals：比山貴咏史, 木戸泰弘 ただ風のように - Electronics, Programming & All Instruments：清水信之 愛のために僕が出来ること - Drums：岡本郭男 - Bass：渡辺直樹 - Acoustic Guitar：千代正行 - Keyboards：中西康晴 - Synthesizer Programming：森達彦 - Strings：加藤ジョーグループ |

## タイアップ
| #  | 曲名                         | タイアップ                                       | 出典  |
| -- | ---------------------------- | ------------------------------------------------ | ----- |
| 6  | 「君の生き方をつらぬいて」   | テレビ朝日系『TVいま時あの時』エンディングテーマ | [ 4 ] |
| 6  | 「君の生き方をつらぬいて」   | OVA『ウルフガイ』オープニングテーマ              | [ 5 ] |
| 10 | 「愛のために僕が出来ること」 | OVA『ウルフガイ』エンディングテーマ              | [ 5 ] |

## 発売履歴
| 発売日        | レーベル | 規格 | 規格品番 |
| ------------- | -------- | ---- | -------- |
| 1992年6月21日 | アポロン | CD   | APCA-55  |
| 2023年11月8日 |          | 配信 |          |